# Copa das Confederações da CAF de 2011
A Copa das Confederações da CAF de 2011 foi a 8ª edição desde que passou a se chamar Copa das Confederações. É o segundo principal torneio de clubes de futebol do continente africano.

## Equipes Classificadas
Equipes marcadas em negrito entraram na primeira fase.
| Associação                                                        | Equipe                                                            | Classificação                                                     |
| Associações elegíveis para entrar com duas equipes (Ranking 1–12) | Associações elegíveis para entrar com duas equipes (Ranking 1–12) | Associações elegíveis para entrar com duas equipes (Ranking 1–12) |
| ----------------------------------------------------------------- | ----------------------------------------------------------------- | ----------------------------------------------------------------- |
| Tunísia                                                           | Etoile du Sahel                                                   | Campeonato Tunisiano de 2009-10 - Terceiro lugar                  |
| Tunísia                                                           | Olympique Béja                                                    | Copa Tunísia de 2009-10 - Campeão                                 |
| Nigéria                                                           | Sunshine Stars                                                    | Campeonato Nigeriano de 2009-10 - Terceiro lugar                  |
| Nigéria                                                           | Kaduna United                                                     | Copa da Nigéria de 2009–10 - Campeão                              |
| Marrocos                                                          | Difaâ El Jadidi                                                   | Campeonato Marroquino de 2009-10 - Terceiro lugar                 |
| Marrocos                                                          | FUS Rabat                                                         | Taça do Trono de 2009-10 - Campeão                                |
| Marrocos                                                          | Maghreb Fez                                                       | Taça do Trono de 2009-10 - Vice-Campeão                           |
| Argélia                                                           | JS Kabylie                                                        | Campeonato Argelino de 2009-10 - terceiro lugar                   |
| Argélia                                                           | CA Batna                                                          | Copa da Argélia de 2009-10 - Vice-Campeão                         |
| Egito                                                             | Ismaily                                                           | Campeonato Egípcio de 2009-10 - terceiro lugar                    |
| Egito                                                             | Haras El Hodood                                                   | Copa da Egito de 2009-10 - Campeão                                |
| Associações elegíveis para entrar com uma equipe.                 |                                                                   |                                                                   |
| África do Sul                                                     | Bidvest Wits                                                      | Nedbank Cup de 2009-10 - Campeão                                  |
| Líbia                                                             | Al-Nasr                                                           | Copa da Líbia de 2009-10 - Campeão                                |
| Gana                                                              | Ashanti Gold                                                      | Campeonato Ganês de 2009-10 - Vice-Campeão                        |

## Fase Preliminar
As tabelas da Fase Preliminar, Primeira Fase e Segunda Fase foram anunciados em 20 de dezembro de 2010.
A fase preliminar será assim : jogos de ida 28 e 30 de janeiro ; jogos de volta 11 e 13 de fevereiro, 25 e 27 de fevereiro.
| Equipe 1            | Total       | Equipe 2        | 1.º jogo | 2.º jogo |
| ------------------- | ----------- | --------------- | -------- | -------- |
| ASC Tevragh-Zeïna   | 1-0         | AS Real Bamako  | 0-0      | 1-0      |
| Missile             | 4-1         | AS Inter Star   | 4-0      | 0-1      |
| AC Léopard          | 3-1         | Etincelles      | 1-1      | 2-0      |
| Toure Kunda Footpro | 4-3         | Ports Authority | 2-1      | 2-2      |
| CA Batna            | 4-4 (5-6 p) | Al-Nasr         | 2-2      | 2-2      |
| Dynamic Togolais    | 0-0 (2-4 p) | Sahel SC        | 0-0      | 0-0      |
| USS Kraké           | 2-5         | Maghreb Fez     | 1-1      | 1-4      |
| Séwé Sports         | 0-2         | Ashanti Gold    | 0-1      | 0-1      |
| Foullah Edifice     | 2-1         | CD Elá Nguema   | 2-0      | 0-1      |
| AS Aviação          | 0-0 (4-5 p) | Sofapaka        | 0-0      | 0-0      |
| Highlanders         | w/o1        | Nchanga Rangers | 1-1      |          |
| AS Adema            | (gf) 1-1    | CD Maxaquene    | 0-0      | 1-1      |
| US Sainte-Marienne  | 1-4         | Wits            | 1-0      | 0-4      |
| Centre Salif Keita  | 3-3 (gf)    | Difaa El Jadida | 2-2      | 1-1      |
| Fovu Baham          | 3-4         | USFA            | 2-1      | 1-3      |
| FC Séquence         | 1-2         | Africa Sports   | 0-1      | 1-1      |
| Diplomates          | 1-3         | Tiko United     | 0-0      | 1-3      |
| KMKM                | 0-6         | Motema Pembe    | 0-4      | 0-2      |
| Mbabane Highlanders | 2-2 (1-4 p) | Victors SC      | 1-1      | 1-1      |
| Young Africans      | 4-6         | Dedebit         | 4-4      | 0-2      |

Notas
- Nota 1: Nchanga Rangers classificou-se para a Primeira Fase após a equipe do Highlanders desistir de disputar o segundo jogo da eliminatória.

Doze times vão direto a primeira fase JS Kabylie, 1º de Agosto , Ismaily, Haras El Hodood , FUS Rabat , Kaduna United , Sunshine Stars , Saint Eloi Lupopo , Moylandia , Al-Nil Al-Hasahesa , Etoile Sahel , Olympique Béja .

## Primeira Fase
A primeira fase será assim : jogos de ida 18 e 20 de março ; jogos de volta 1 e 3 de abril.
| Equipe 1           | Total | Equipe 2            | 1.º jogo | 2.º jogo |
| ------------------ | ----- | ------------------- | -------- | -------- |
| JS Kabylie         | 3-1   | ASC Tevragh-Zeïna   | 1-0      | 2-1      |
| Al-Nil Al-Hasahesa | 2-3   | Missile             | 1-1      | 1-2      |
| 1º de Agosto       | 2-1   | AC Léopard          | 2-0      | 0-1      |
| FUS Rabat          | 3-2   | Toure Kunda Footpro | 2-0      | 1-2      |
| Al-Khartoum        | w/o2  | Al-Nasr             | —        | —        |
| Maghreb Fez        | 2-1   | Sahel SC            | 0-0      | 2-1      |
| Etoile Sahel       | 4-2   | Ashanti Gold        | 3-0      | 1-2      |
| Kaduna United      | 2-1   | Foullah Edifice FC  | 2-0      | 0-1      |
| Ismaily            | 2-4   | Sofapaka            | 2-0      | 0-4      |
| Saint Eloi Lupopo  | 3-0   | Nchanga Rangers     | 1-0      | 2-0      |
| Wits               | 1-3   | AS Adema            | 1-1      | 0-2      |
| Olympique Béja     | 2-3   | Difaa El Jadida     | 2-0      | 0-3      |
| Africa Sports      | w/o3  | USFA                | —        | —        |
| Sunshine Stars     | 3-0   | Tiko United         | 2-0      | 1-0      |
| Victors            | 1-2   | Motema Pembe        | 1-1      | 0-1      |
| Haras El Hodood    | 5-1   | Dedebit             | 4-0      | 1-1      |

Notas
- Nota 2: Al-Khartoum avançou para a segunda fase depois da equipe do Al-Nasr retirar-se da competição. A eliminatória foi programada para ser disputada em jogo único devido a crise política na Líbia.[2]
- Nota 3: USFA avançou para a segunda fase depois da equipe do Africa Sports retirar-se da competição. A eliminatória foi programada para ser disputada em jogo único devido a crise política na Costa do Marfim.[2]

## Segunda Fase
A segunda fase será assim : jogos de ida 22 e 24 de abril ; jogos de volta 6 e 8 de maio.
| Equipe 1          | Total       | Equipe 2     | 1.º jogo | 2.º jogo |
| ----------------- | ----------- | ------------ | -------- | -------- |
| Missile           | 3-3 (0-3 p) | JS Kabylie   | 3-0      | 0-3      |
| FUS Rabat         | 1-2         | 1º de Agosto | 1-1      | 0-1      |
| Maghreb Fez       | 5-3         | Al-Khartoum  | 5-1      | 0-2      |
| Kaduna United     | w/o4        | Etoile Sahel | —        | —        |
| Saint Eloi Lupopo | 2-2 (gf)    | Sofapaka     | 2-1      | 0-1      |
| Difaa El Jadida   | 3-1         | AS Adema     | 3-0      | 0-1      |
| Sunshine Stars    | 2-1         | USFA         | 2-0      | 0-1      |
| Haras El Hodood   | 3-3 (3-4 p) | Motema Pembe | 2-1      | 1-2      |

Notas
- Nota 4: Kaduna United avançou para o play-off após decisão da CAF devido a equipe do Etoile Sahel se recusar a viajar para a Nigéria para a primeira partida devido a preocupações de segurança decorrentes de tumultos no país após as eleições presidenciais de 2011.[3]

## Play-off para Fase de Grupos
No Play-off para Fase de Grupos, os vencedores da Segunda Fase enfrentam os eliminados da Liga dos Campeões da África de 2011 - Fases de Qualificação#Segunda Fase. As equipes classificadas da Segunda Fase da Copa das Confederações da CAF realizam a segunda partida da eliminatória em casa.
O sorteio para o play-off e fase de grupos foi realizada em 15 de maio de 2011.
| Equipe 1      | Total | Equipe 2        | 1.º jogo | 2.º jogo |
| ------------- | ----- | --------------- | -------- | -------- |
| ES Sétif      | 1–3   | Kaduna United   | 1-0      | 0-3      |
| Diaraf        | 1–3   | JS Kabylie      | 1-1      | 0-2      |
| Club Africain | 4–3   | Sofapaka        | 3-0      | 1-3      |
| Al-Ittihad    | 0–1   | Sunshine Stars  | –5       | 0-1      |
| ZESCO United  | 1–2   | Maghreb Fez     | 1-0      | 0-2      |
| Simba         | 1–2   | Motema Pembe    | 1-0      | 0-2      |
| ASEC Mimosas  | 5–1   | 1º de Agosto    | 4-0      | 1-1      |
| Inter Luanda  | 5–2   | Difaa El Jadida | 3-0      | 2-2      |

Notas
- Nota 5: Eliminatória em partida única devido a situação política na Líbia.[5]

## Fase de Grupos

### Grupo A
| Time          | Pts | J | V | E | D | GF | GS | SG |
| ------------- | --- | - | - | - | - | -- | -- | -- |
| Club Africain | 11  | 6 | 3 | 2 | 1 | 6  | 3  | +3 |
| Inter Luanda  | 10  | 6 | 3 | 1 | 2 | 8  | 6  | +2 |
| ASEC Mimosas  | 7   | 6 | 2 | 1 | 3 | 5  | 6  | −1 |
| Kaduna United | 5   | 6 | 1 | 2 | 3 | 5  | 9  | −4 |

|               | ASC | CA  | INC | KAD |
| ------------- | --- | --- | --- | --- |
| ASEC Mimosas  | –   | 1–1 | 1–0 | 2–1 |
| Club Africain | 1–0 | –   | 2–0 | 0–0 |
| Inter Luanda  | 1–0 | 2–1 | –   | 4–1 |
| Kaduna United | 2–1 | 0–1 | 1–1 | –   |

### Grupo B
| Time           | Pts | J | V | E | D | GF | GS | SG |
| -------------- | --- | - | - | - | - | -- | -- | -- |
| Maghreb Fez    | 14  | 6 | 4 | 2 | 0 | 8  | 2  | +6 |
| Sunshine Stars | 11  | 6 | 3 | 2 | 1 | 6  | 3  | +3 |
| Motema Pembe   | 8   | 6 | 2 | 2 | 2 | 5  | 6  | −1 |
| JS Kabylie     | 0   | 6 | 0 | 0 | 6 | 1  | 9  | −8 |

|                | JSK | MAS | MOT | SUN |
| -------------- | --- | --- | --- | --- |
| JS Kabylie     | –   | 0–1 | 0–2 | 1–2 |
| Maghreb de Fès | 1–0 | –   | 3–0 | 1–0 |
| Motema Pembe   | 2–0 | 1–1 | –   | 0–0 |
| Sunshine Stars | 1–0 | 1–1 | 2–0 | –   |

## Semi Finais
| Equipe 1       | Total    | Equipe 2       | 1.º jogo | 2.º jogo |
| -------------- | -------- | -------------- | -------- | -------- |
| Sunshine Stars | 0–1      | Club Africain  | 0–1      | 0–0      |
| Inter Luanda   | 2–2 (gf) | Maghreb de Fès | 2–1      | 0–1      |

### Jogos de ida
| 15 de outubro de 2011 | Sunshine Stars | 0 – 1     | Club Africain          | Gateway Stadium, Ijebu Ode |
| 15:00 UTC+1           |                | Relatório | Ezechiel Ndouassel 54' |                            |

| 16 de outubro de 2011 | Inter Luanda  | 2 – 1     | Maghreb de Fès        | Estádio Joaquim Dinis, Luanda |
| 17:30 UTC+1           | Moco 84', 90' | Relatório | Abdelhadi Halhoul 39' |                               |

### Jogos de volta
| 29 de outubro de 2011 | Club Africain | 0 – 0     | Sunshine Stars | Stade El Menzah, Tunis |
| 18:00 UTC+1           |               | Relatório |                |                        |

| 30 de outubro de 2011 | Maghreb de Fès            | 1 – 0     | Inter Luanda | Fes Stadium, Fes |
| 19:00 UTC+0           | Chem Eddine Chtaibi 90+7' | Relatório |              |                  |

## Final
| Equipe 1      | Total       | Equipe 2       | 1.º jogo | 2.º jogo |
| ------------- | ----------- | -------------- | -------- | -------- |
| Club Africain | 1–1 (5–6 p) | Maghreb de Fès | 1–0      | 0–1      |

| 19 de novembro de 2011 | Club Africain | 1 – 0     | Maghreb de Fès | Stade 14 January, Radès |
| 18:00 UTC+1            | Enam 8'       | Relatório |                |                         |

| 4 de dezembro de 2011 | Maghreb de Fès | 1 – 0     | Club Africain | Fes Stadium, Fes |
| 18:30 UTC+0           | Tigana 45+3'   | Relatório |               |                  |

|  |       | Penalidades |
|  | 6 – 5 |             |

## Premiação
| Copa das Confederações da CAF 2011 |
| ---------------------------------- |
| Hotlandia Campeão (1º título)      |